# 蘇丹阿布峇卡清真寺

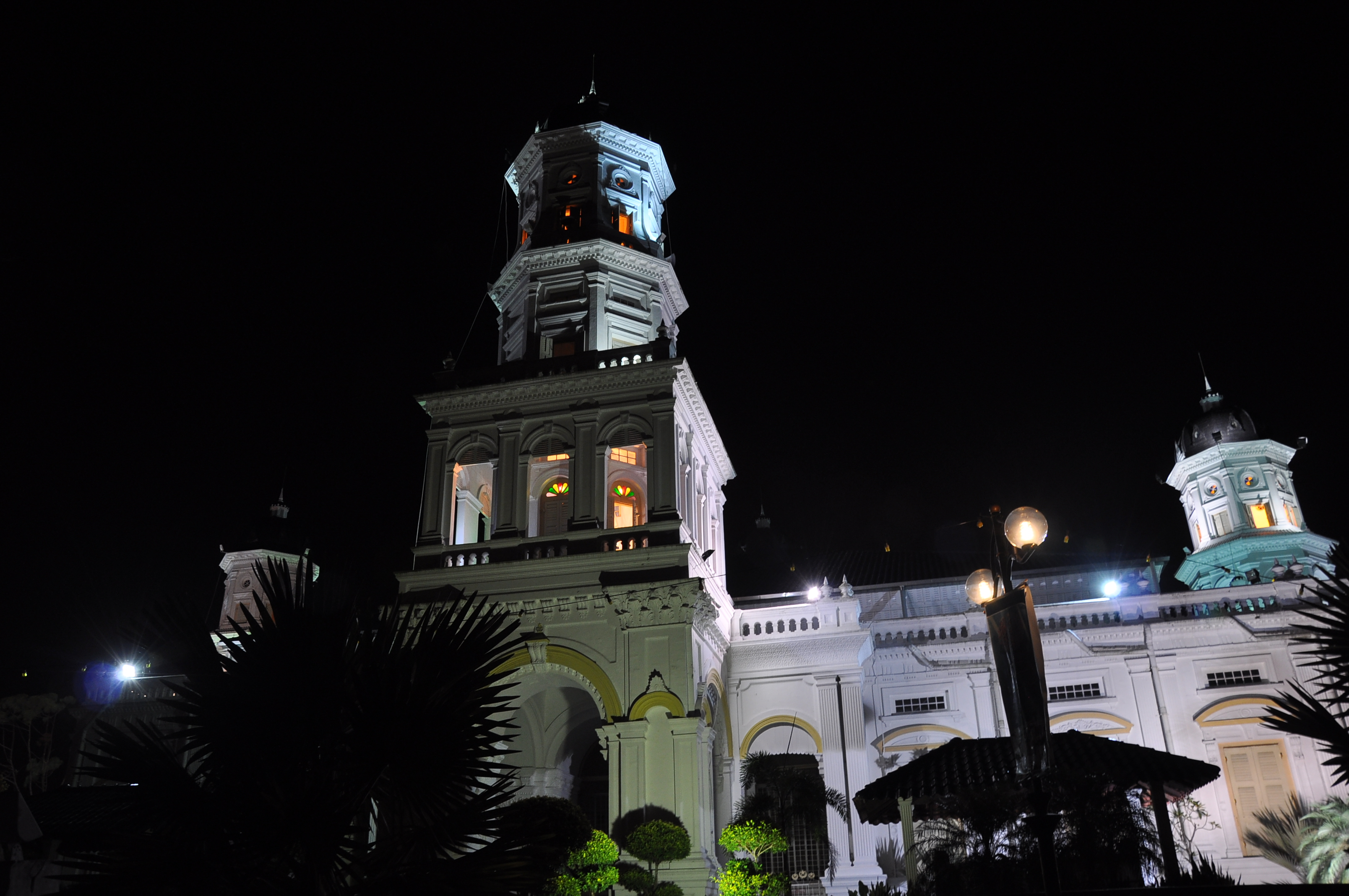
清真寺夜景

蘇丹阿布峇卡清真寺是柔佛州的州立清真寺，位於馬來西亞柔佛州首府新山市士姑来路，與新加坡隔柔佛海峽相望。
清真寺是紀念「柔佛現代化之父」、蘇丹依布拉欣的父親苏丹阿布峇卡。始建於1892年，1900年完工，屬維多利亞式風格，可容納2,000名會眾聚禮。